# Arcidiocesi di Pescara-Penne

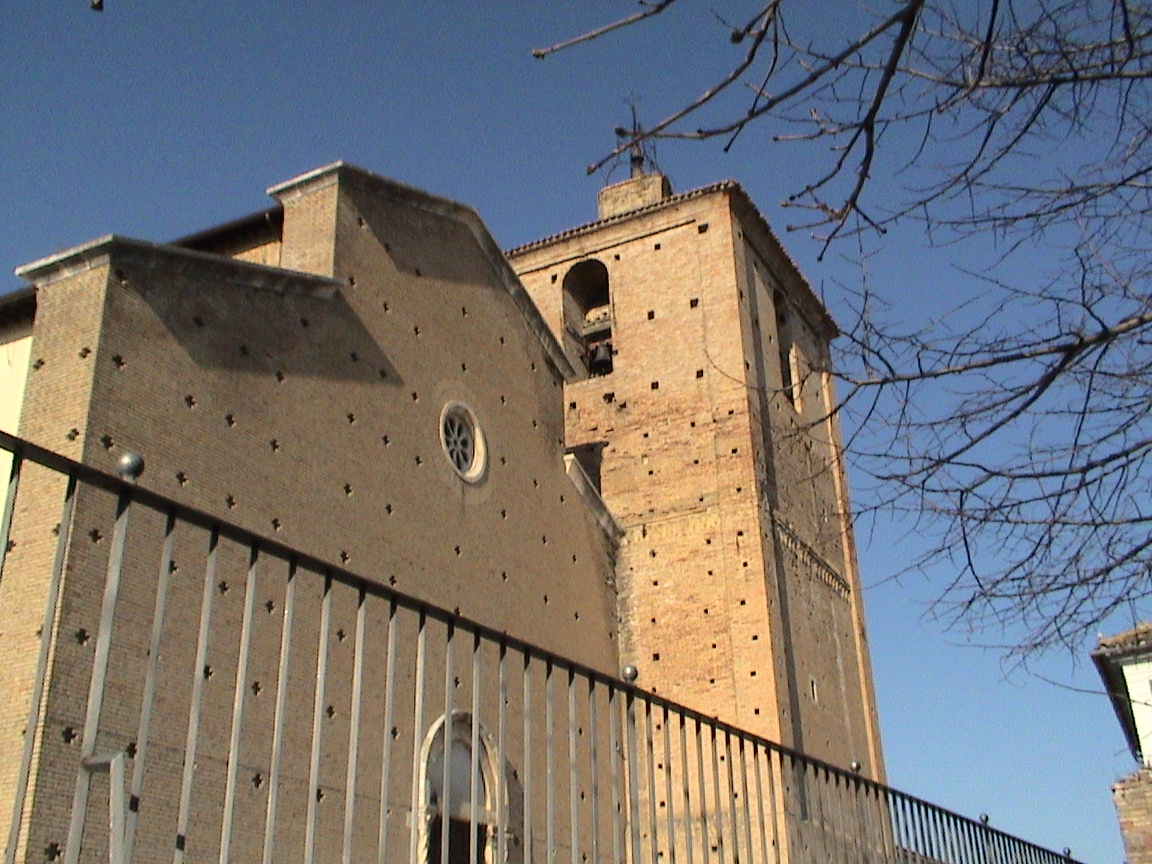
La concattedrale di San Massimo a Penne.

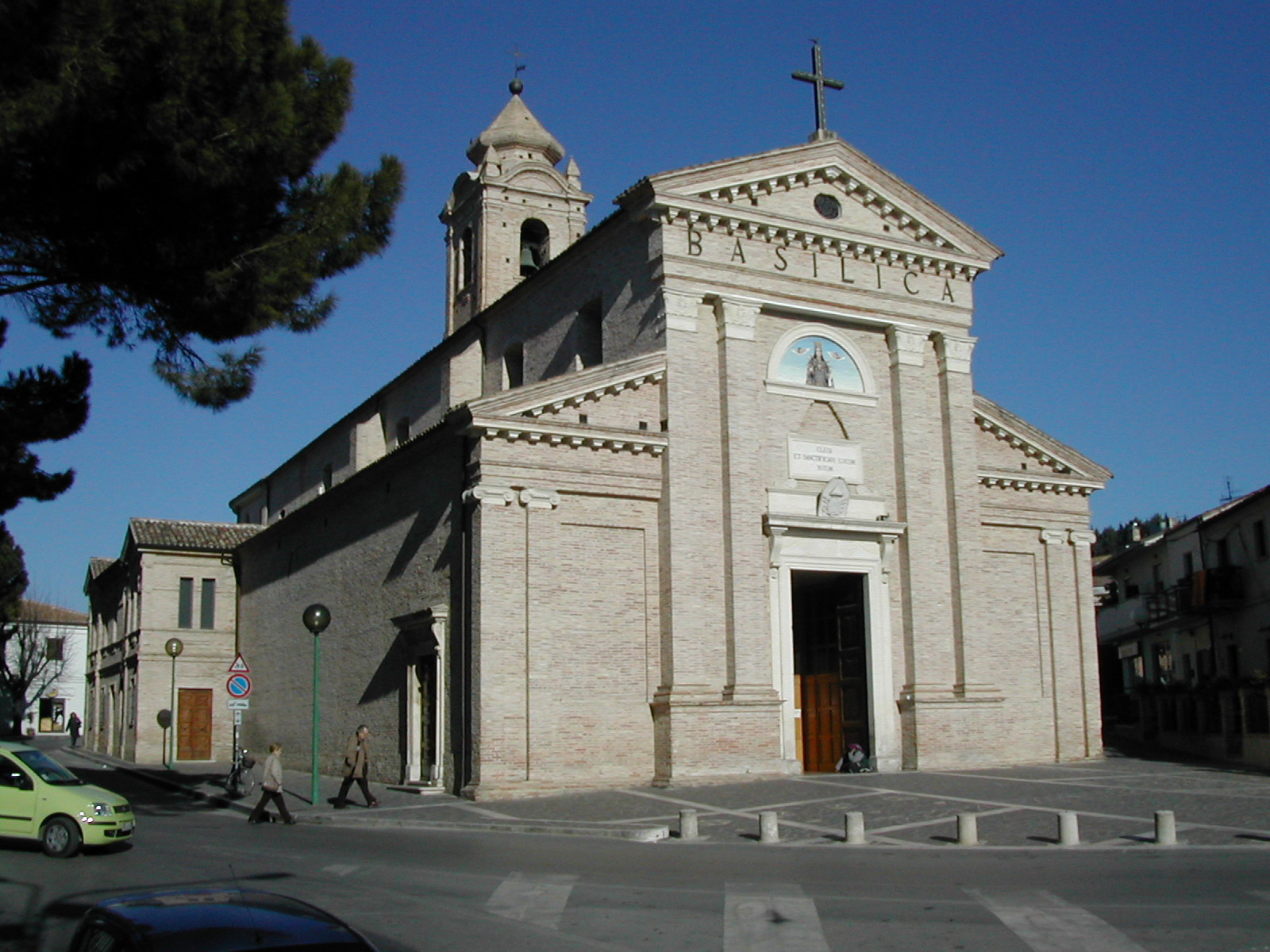
La basilica della Madonna dei sette dolori di Pescara.

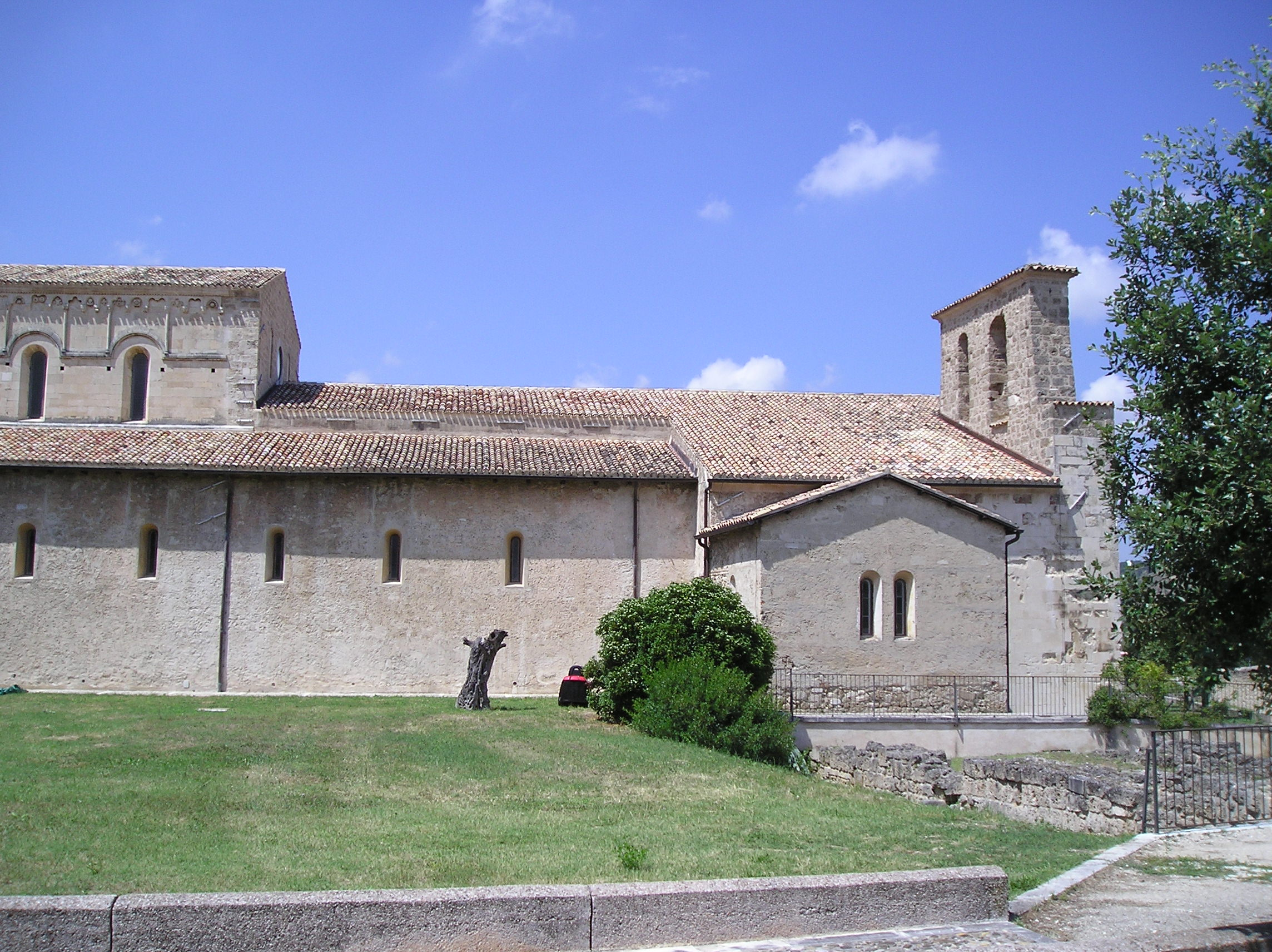
L'abbazia di San Clemente a Casauria, fondata alla fine del IX secolo.

L'arcidiocesi di Pescara-Penne (in latino Archidioecesis Piscariensis-Pinnensis) è una sede metropolitana della Chiesa cattolica appartenente alla regione ecclesiastica Abruzzo-Molise. Nel 2023 contava 285.900 battezzati su 299.800 abitanti. È retta dall'arcivescovo Tommaso Valentinetti.
I patroni della diocesi sono san Cetteo (per Pescara) e san Massimo Levita (per Penne).

## Territorio
Il territorio dell'arcidiocesi corrisponde alla porzione marittima della cosiddetta area vestina, dal nome dell'antica popolazione che vi abitava in epoca preromana, e copre un totale di 41 comuni abruzzesi:
- 31 comuni in provincia di Pescara: Alanno, Brittoli, Cappelle sul Tavo, Carpineto della Nora, Castiglione a Casauria, Catignano, Cepagatti, Città Sant'Angelo, Civitaquana, Civitella Casanova, Collecorvino, Corvara, Cugnoli, Elice, Farindola, Loreto Aprutino, Montebello di Bertona, Montesilvano, Moscufo, Nocciano, Penne, Pescara, Pescosansonesco, Pianella, Picciano, Pietranico, Rosciano, Spoltore, Torre de' Passeri, Vicoli e Villa Celiera;
- 10 comuni in provincia di Teramo: Arsita, Basciano, Bisenti, Castel Castagna, Castiglione Messer Raimondo, Castilenti, Cellino Attanasio, Cermignano, Montefino e Penna Sant'Andrea.

Sede arcivescovile è la città di Pescara, dove si trova la cattedrale, intitolata a "San Cetteo e a tutti i Santi Pontefici", che è il Tempio Nazionale della Conciliazione, costruito a partire dal 1933 per celebrare la firma dei Patti Lateranensi. A Penne ha sede la concattedrale intitolata a "San Massimo", le cui reliquie vi vennero traslate nell'anno 868.

### Vicariati e parrocchie
La diocesi si estende su 1.600 km² ed è suddivisa in 123 parrocchie, raggruppate in 12 vicariati foranei: Castiglione Messer Raimondo, Cepagatti, Cermignano, Città Sant'Angelo, Montesilvano, Penne, Pescara Centrale, Pescara Nord, Pescara Porta Nuova, Pescara Sud, Spoltore e Torre de' Passeri.

### Provincia ecclesiastica
La provincia ecclesiastica di Pescara-Penne, istituita nel 1982, comprende una sola diocesi suffraganea, la diocesi di Teramo-Atri.

## Istituti religiosi
- Carmelitane
- Carmelitani
- Carmelitani scalzi
- Compagnia di Gesù
- Congregazione della Resurrezione di Nostro Signore Gesù Cristo
- Figlie dei Sacri Cuori di Gesù e di Maria
- Figlie della Divina Provvidenza
- Figlie della Madonna del Divino Amore
- Figlie di Maria Ausiliatrice
- Figlie di Sant'Anna
- Maestre pie Filippini
- Missionari oblati di Maria Immacolata
- Ordine dei frati minori
- Ordine dei frati minori conventuali
- Ordine dei frati minori cappuccini
- Ordine della compagnia di Maria Nostra Signora
- Piccola opera della Divina Provvidenza
- Povere figlie della Visitazione di Maria Santissima
- Religiosi terziari cappuccini di Nostra Signora Addolorata
- Riparatrici del Santo Volto di Nostro Signore Gesù Cristo
- Società del Gesù
- Sorelle della misericordia
- Suore Carmelitane Teresiane di Veroli
- Suore del Cuore Santissimo di Gesù
- Suore del Cuore Eucaristico di Gesù
- Suore della carità di Santa Giovanna Antida Thouret
- Suore della Sacra Famiglia di Penne
- Suore dell'Immacolata di Santa Chiara
- Suore del Santissimo Sacramento
- Suore di carità della Santa Croce
- Suore di Gesù Buon Pastore
- Suore francescane missionarie di Gesù Bambino
- Suore missionarie pie madri della Nigrizia
- Suore orsoline di Maria Immacolata

## Storia
Secondo la tradizione, la diocesi di Penne sarebbe stata fondata da uno dei 72 discepoli di Gesù, san Patras, inviato ad evangelizzare queste terre da san Pietro. Un'altra tradizione riferisce che durante la persecuzione di Diocleziano avrebbero subito il martirio a Casauria i santi Massimo, Venanzio, Luciano e Donato, le cui reliquie sarebbero state trasferite nel duomo di Penne dal vescovo Giraldo nell'868. Non vi sono tuttavia riscontri storici a supporto di queste tradizioni.
Incerta è anche l'attestazione del primo vescovo di Penne. Ughelli e altri eruditi locali assegnano alla diocesi il vescovo Romano menzionato negli atti del concilio del 499 come episcopus ecclesiae Pitinatium, che tuttavia gli editori identificano con Pitinum, ossia Pettino presso L'Aquila. Secondo Lanzoni, è probabile che la diocesi di Penne sia anteriore al VII secolo, ma la sua serie episcopale inizia solo in epoca carolingia, nella prima metà del IX secolo, con il vescovo Amadeo, destinatario di un diploma dall'imperatore Lotario I nell'837, e che prese parte al concilio romano dell'844.
Tra IX e X secolo sorsero nel territorio diocesano due importanti abbazie benedettine: l'abbazia di San Clemente a Casauria, fatta edificare da Ludovico II nell'871, e l'abbazia di San Bartolomeo di Carpineto. Le Cronache redatte dai monaci di queste due istituzioni rappresentano ancora oggi le principali fonti per la storia civile e religiosa dell'Abruzzo.
Il 15 marzo 1252 la diocesi di Penne venne unita aeque principaliter a quella di Atri, istituita l'anno precedente, con la bolla Licet ea di papa Innocenzo IV. Il primo vescovo delle due sedi unite è Beraldo, chiamato anche Berallus, documentato dal 1252 al 1263. L'unione è perdurata fino al 1949.
Le due diocesi erano immediatamente soggette alla Santa Sede. Il 1º giugno 1526 papa Clemente VII con la bolla Super Universas la rese suffraganee dell'arcidiocesi di Chieti. Tuttavia questo provvedimento ebbe vita breve: infatti nel 1539, su richiesta della duchessa di Penne Margherita d'Austria, papa Paolo III le rese nuovamente indipendenti dalla giurisdizione di un metropolita.
Nella seconda metà del Cinquecento si distinsero in particolare due vescovi pennesi: Jacopo Guidi (1561-1568), che prese parte al concilio di Trento e che ha lasciato due diari sulle sessioni conciliari e sui suoi interventi; e Paolo Odescalchi (1568-1572), fondatore del seminario (1570) e legato pontificio, che benedisse le navi in partenza per la battaglia di Lepanto.
Tra il 1651 ed il 1681 le diocesi di Penne e Atri vissero una grande crisi religiosa: vi fu una flessione dei "comunicati" di circa il 20% (in buona sostanza si passò dal 95% dei fedeli che puntualmente ricevevano i sacramenti, come da precetto, al 77% del 1680). Le cifre furono talmente ragguardevoli che il vescovo Giuseppe Spinucci decise di tenere il primo sinodo diocesano nel 1681. Grazie a quest'assise nel 1702 coloro che si confessavano regolarmente a Pasqua e Natale e prendevano parimenti la comunione tornarono ad essere più del 96% dei parrocchiani.
Tra Ottocento e la prima metà del Novecento, le due diocesi furono occupate da vescovi dal lungo episcopato, come Domenico Ricciardone (1818-1845), Vincenzo D'Alfonso (1847-1880) e Carlo Pensa (1912-1948), che si impegnarono per la ristrutturazione della diocesi e della curia vescovile e per un attivo impegno pastorale.
Dopo la riunificazione della città di Pescara e la sua elevazione a capoluogo provinciale (1927), il 1º luglio 1949 con la bolla Dioecesium circumscriptiones, papa Pio XII riorganizzò la diocesi nel modo seguente: fu sciolta l'unione con la diocesi di Atri, che venne unita aeque principaliter alla diocesi di Teramo; fu annessa alla diocesi di Penne parte del territorio della diocesi di Chieti corrispondente alle cinque parrocchie del comune di Pescara situate a sud del fiume; la diocesi assunse il nome di diocesi di Penne-Pescara a seguito del trasferimento a Pescara della cattedra diocesana, della sede vescovile, del capitolo dei canonici, degli uffici di Curia e del seminario; infine, la chiesa di San Massimo di Penne divenne concattedrale della diocesi, che restò, come in precedenza, immediatamente soggetta alla Santa Sede.
Primo vescovo della nuova diocesi fu Benedetto Falcucci (1949-1959). Nuova cattedrale della diocesi fu la chiesa di San Cetteo, edificata tra il 1933 e il 1939 con il titolo di Tempio Nazionale della Conciliazione.
Il 24 gennaio 1950 la diocesi di Penne-Pescara cedette alla diocesi di Teramo 27 parrocchie corrispondenti ai comuni di Castelli, Fano Adriano, Pietracamela, Isola del Gran Sasso, Tossicia e Colledara. Il 21 marzo 1977 la diocesi inglobò nel proprio territorio la parrocchia di Villa Oliveti nel comune di Rosciano, già appartenuta all'abbazia territoriale di Montecassino.
Il 3 dicembre 1952, con la lettera apostolica Augusta Dei, lo stesso papa Pio XII proclamò la Beata Maria Vergine dei Sette Dolori patrona principale della diocesi, assieme ai Santi Cetteo di Amiterno e Massimo d'Aveia.
Dall'11 al 18 settembre 1977 Pescara ospitò il XIX Congresso eucaristico nazionale italiano, a cui intervenne come legato pontificio il cardinale Giovanni Colombo.
La diocesi è stata elevata al rango di arcidiocesi metropolitana il 2 marzo 1982 con la bolla Ad maiorem quidem di papa Giovanni Paolo II, e contestualmente ha assunto l'attuale nome.
Il 31 maggio 2010 la parrocchia di Maria Santissima Madre di Dio, in frazione Pretaro (comune di Francavilla al Mare), è stata aggregata all'arcidiocesi di Chieti-Vasto.

## Cronotassi dei vescovi
Si omettono i periodi di sede vacante non superiori ai 2 anni o non storicamente accertati.

### Vescovi di Penne
- San Patras ? † (I secolo)
- Romano ? † (menzionato nel 499)[9]
- Amadeo † (prima dell'817 - dopo l'844)[10]
- Giacomo †[11]
- Giraldo † (menzionato nell'868)
- Grimoaldo I[12] † (prima dell'871 - dopo l'876)[13]
- Elmoino † (menzionato nell'879)[13]
- Giovanni I † (prima del 953 - dopo il 990)[14][15]
- Berardo † (menzionato nel 1055)[16]
- Giovanni II † (prima del 1059 - dopo il 1065)[14]
- Pampo † (menzionato nel 1070)[14]
- Eriberto † (prima del 1111 - dopo il 1112)[14]
- Grimoaldo II † (prima del 1118 - dopo il 1153)[14]
- Odorisio † (prima del 1169 - dopo il 1190)[17]
- Oddo di Celano, O.S.B. † (prima di settembre 1194 - 15 luglio 1199 deceduto)[18][19]
- Anonimo † (menzionato dal 1200 al 1209)[19][20]
- Anastasio † (prima del 1212 - dopo novembre 1215)[19]
- Gualtiero I, O.S.B. † (prima di febbraio 1217 - 16 dicembre 1238 deceduto)[19]

### Vescovi di Penne e Atri
- Beraldo (Berallo) † (prima di aprile 1252 - 2 novembre 1263 deceduto)[19]
- Gualtiero II † (25 gennaio 1264 - 18 luglio 1284 o 1285 deceduto)[19]
- Leonardo da Siena, O.S.M. † (1285 - 1302 deceduto)
- Bernardo Lucii, O.S.M. † (11 aprile 1302 - ? deceduto)
- Raimondo Capodiferro da San Vittore, O.S.B. † (28 giugno 1321 - ? deceduto)
  - Guglielmo Capodiferro da San Vittore † (14 novembre 1324 - marzo 1326 dimesso) (vescovo eletto)
- Niccolò, O.Cist. † (13 marzo 1326 - 1352 deceduto)
- Marco Ardinghelli, O.P. † (5 novembre 1352 - 31 gennaio 1360 nominato vescovo di Camerino)
- Gioioso de Chiavelli † (31 gennaio 1360 - 9 gennaio 1374 nominato vescovo di Camerino)
- Barnaba Malaspina † (31 gennaio 1374 - 1380 nominato arcivescovo di Pisa)
- Agostino da Lanciano † (14 febbraio 1380 - 29 ottobre 1390 nominato vescovo di Perugia)
  - Pietro Albertini † (1385 - ?) (antivescovo)
- Pietro Staglia, O.P. † (11 gennaio 1391 - 1393 deceduto)
- Antonio Petrucci † (27 settembre 1393 - 1411 deceduto)
- Pietro di Castelvecchio, O.F.M. † (3 novembre 1411 - 1413 ? deceduto)
- Giacomo De Turdis † (28 gennaio 1415 - 1º febbraio 1419 nominato vescovo di Spoleto)
  - Giacomo De Turdis † (1º febbraio 1419 - 28 novembre 1420 dimesso) (amministratore apostolico)
- Delfino Nanni Gozzadini, O.Cist. † (28 novembre 1420 - 23 marzo 1433 nominato vescovo di Fossombrone)
- Giovanni da Palena[21] † (23 marzo 1433 - 21 ottobre 1454 nominato vescovo di Orvieto)
- Giacomino Benedetti † (21 ottobre 1454 - ?)
- Amico Bonamicizia[22] † (23 agosto 1456 - 1462 dimesso)
- Antonio Probi[23] † (4 marzo 1463 - 1482 deceduto)
- Troilo d'Agnese † (30 ottobre 1482 - 17 dicembre 1483 nominato vescovo di Telese)
- Matteo Giudici † (17 dicembre 1483 - 1495 deceduto)
- Felino Sandei † (4 maggio 1495 - 1502 dimesso)
- Niccolò Piccolomini † (24 gennaio 1502 - 1503 deceduto)
- Giovanni Battista Valentini Cantalicio † (19 novembre 1503 - 1514 dimesso)
- Valentino Valentini Cantalicio † (28 giugno 1515 - 1550 deceduto)
- Leonello Cibo † (19 gennaio 1551 - 1554 dimesso)
- Tommaso Contuberio † (27 agosto 1554 - 9 maggio 1561 dimesso)
- Jacopo Guidi † (2 giugno 1561 - 1568 dimesso)
- Paolo Odescalchi † (27 febbraio 1568 - settembre 1572 dimesso)
- Giambattista de Benedictis † (5 settembre 1572 - 1591 deceduto)
- Orazio Montani (Montano) † (20 marzo 1591 - 25 novembre 1598 nominato arcivescovo di Arles)
- Tommaso Balbani † (15 dicembre 1599 - 1620 deceduto)
- Silvestro Andreozzi † (17 marzo 1621 - gennaio 1648 deceduto)
- Francesco Massucci † (18 maggio 1648 - settembre 1656 deceduto)
- Gaspare Borghi (Burgi) † (15 gennaio 1657 - agosto 1661 deceduto)
- Esuperanzio Raffaelli † (21 novembre 1661 - 24 marzo 1668 deceduto)
- Giuseppe Spinucci † (14 maggio 1668 - 7 dicembre 1695 deceduto)
- Vincenzo Maria de Rossi, O.F.M.Conv. † (23 luglio 1696 - 10 giugno 1698 deceduto)
- Fabrizio Maffei † (22 dicembre 1698 - giugno 1723 deceduto)
- Francesco Antonio Bussolini, O.S.B.Cel. † (27 settembre 1723 - 20 marzo 1746 deceduto)
- Innocenzo Gorgoni, O.S.B.Cel. † (2 maggio 1746 - 13 febbraio 1755 dimesso)
- Gennaro Perrelli † (21 luglio 1755 - 27 maggio 1761 deceduto)
- Giuseppe Maria de Leone † (25 gennaio 1762 - 7 aprile 1779 deceduto)
- Bonaventura Calcagnini † (12 luglio 1779 - circa 1797 deceduto)
  - Sede vacante (1797-1805)
- Niccolò Francesco Franchi † (26 giugno 1805 - novembre 1815 deceduto)
  - Sede vacante (1815-1818)
- Domenico Ricciardone † (25 maggio 1818 - 24 luglio 1845 deceduto)
- Vincenzo d'Alfonso † (12 aprile 1847 - 23 dicembre 1880 deceduto)
- Luigi Martucci † (23 dicembre 1880 succeduto - 16 dicembre 1889 deceduto)
- Giuseppe Morticelli † (23 giugno 1890 - 11 dicembre 1905 dimesso)
- Raffaele Piras † (6 dicembre 1906 - 23 agosto 1911 deceduto)
- Carlo Pensa † (27 agosto 1912 - 16 dicembre 1948 deceduto)

### Vescovi di Penne-Pescara
- Benedetto Falcucci † (2 luglio 1949 - 1º gennaio 1959 dimesso)
- Antonio Iannucci † (15 febbraio 1959 - 2 marzo 1982 nominato arcivescovo)

### Arcivescovi di Pescara-Penne
- Antonio Iannucci † (2 marzo 1982 - 21 aprile 1990 ritirato)
- Francesco Cuccarese † (21 aprile 1990 - 4 novembre 2005 ritirato)
- Tommaso Valentinetti, dal 4 novembre 2005

## Statistiche
L'arcidiocesi nel 2023 su una popolazione di 299.800 persone contava 285.900 battezzati, corrispondenti al 95,4% del totale.
| anno | popolazione | popolazione | popolazione | presbiteri | presbiteri | presbiteri | presbiteri                | diaconi | religiosi | religiosi | parrocchie |
| anno | battezzati  | totale      | %           | numero     | secolari   | regolari   | battezzati per presbitero | diaconi | uomini    | donne     | parrocchie |
| ---- | ----------- | ----------- | ----------- | ---------- | ---------- | ---------- | ------------------------- | ------- | --------- | --------- | ---------- |
| 1950 | 234.500     | 235.000     | 99,8        | 171        | 102        | 69         | 1.371                     |         | 69        | 150       | 71         |
| 1970 | 270.000     | 270.500     | 99,8        | 165        | 115        | 50         | 1.636                     |         | 60        | 440       | 103        |
| 1980 | 255.300     | 255.900     | 99,8        | 159        | 131        | 28         | 1.605                     | 1       | 36        | 426       | 120        |
| 1990 | 274.400     | 275.600     | 99,6        | 205        | 138        | 67         | 1.338                     | 7       | 85        | 402       | 139        |
| 1999 | 292.680     | 298.680     | 98,0        | 206        | 139        | 67         | 1.420                     | 14      | 76        | 395       | 126        |
| 2000 | 292.000     | 298.000     | 98,0        | 212        | 147        | 65         | 1.377                     | 15      | 72        | 403       | 126        |
| 2001 | 292.000     | 298.000     | 98,0        | 208        | 143        | 65         | 1.403                     | 15      | 72        | 398       | 126        |
| 2002 | 292.000     | 298.000     | 98,0        | 205        | 140        | 65         | 1.424                     | 15      | 72        | 398       | 126        |
| 2003 | 292.000     | 298.000     | 98,0        | 201        | 136        | 65         | 1.452                     | 16      | 72        | 398       | 126        |
| 2004 | 292.000     | 298.000     | 98,0        | 197        | 132        | 65         | 1.482                     | 16      | 72        | 398       | 126        |
| 2013 | 305.100     | 309.100     | 98,7        | 179        | 125        | 54         | 1.704                     | 19      | 62        | 376       | 124        |
| 2016 | 306.800     | 315.400     | 97,3        | 173        | 118        | 55         | 1.773                     | 18      | 62        | 376       | 124        |
| 2019 | 299.300     | 304.100     | 98,4        | 163        | 112        | 51         | 1.836                     | 20      | 51        | 161       | 123        |
| 2021 | 287.140     | 301.740     | 95,2        | 137        | 97         | 40         | 2.095                     | 23      | 42        | 161       | 140        |
| 2023 | 285.900     | 299.800     | 95,4        | 152        | 112        | 40         | 1.880                     | 25      | 40        | 62        | 123        |